# Zelena smrdibuba
Zelena smrdibuba (Nezara viridula), pripada redu Hemiptera. Smrdibube pripadaju porodici Pentatomidae, odrasli se prepoznaju po obliku štita, petosegmentnim antenama i njihovom mirisu. Južna zelena smrdibuba je visoko polifagna i napada mnoge važne useve hrane.

## Opis
Odrasla jedinka je u obliku štita, zelene boje. Oči su tamnocrvene ili crne. Male crne tačke mogu se naći duž bočnih strana abdomena. Krila u potpunosti pokrivaju abdomen. Mužjaci su u proseku dugi 12 mm a ženke 13,15 mm. 

## Razmnožavanje
Kopulacija može da traje nekoliko minuta do nekoliko dana. Ženke mogu položiti jaja tri do četiri nedelje nakon dostizanja adulta. Prosečna ženka polaže jednu masu jaja, ali proizvodnja dve jajne mase nije neobična. Ženka može da položi više od 260 jaja tokom svog životnog veka. Jaja su čvrsto pričvršćena jedna za druga kao i za podlogu. Jaja su bele do svetlo žute boje oblika bureta za ravnim poklopcem u obliku diska. Vreme inkubacije je pet dana, za vreme leta, i dve do tri nedelje u rano proleće i kasnu jesen. Kako se inkubacija nastavlja, jaja postaju ružičaste boje. 

## Biologija
Južna zelena smrdibuba može završiti svoj životni ciklus u 65 do 70 dana. Najzastupljeniji je tokom perioda od oktobra do decembra i ponovo u martu i aprilu. Poznato je da južna zelena smrdibuba ima četiri generacije godišnje u toplim klimatskim uslovima. Južna zelena smrdibuba se kao odrasla preko zime krije u kori drveća, u listovima ili na drugim lokacijama kako bi se zaštitile od vremena. Kako počinju tople prolećne temperature izlaze van zimskih skloništa i počinju da se hrane. 

## Rasprostranjenje
Smatra se da je poreklo južne zelene smrdibube Etiopija. Njihova distribucija sada uključuje tropske i suptropske regije Evrope, Azije, Afrike i Amerike. 
U Srbiji je široko rasprostranjena, sreća se od nizijskih područja do visina do 700 metara nadmorske visine. Pripada invazivnim vrstama.

## Štetnost
Južna zelena smrdibuba ima usni aparat za bodenje i sisanje. Usta se sastoje od duge strukture zvane rostrum. Stvaraju pljuvačnu tečnost koja omekšava hranu. Hrane se na svim delovima biljke ali preferiraju izdanke i plod u razvoju. Oštećenja na plodovima nastala probijanjem pomoću rostruma vide se kao braon ili crne pege. Ova oštećenja utiču na kvalitet voća i snižavaju tržišnu vrednost. Kod mladih plodova javljaju se smetnje u razvoju i plod često uvene i otpadne sa biljke. 
Pored toga što nanosi vizuelnu štetu može preneti bakterijsko oboljenje paradajza izazvano bakterijom Xanthomonas campestris.

## Biljke hraniteljke
- Solanum lycopersicum (paradajz),
- Cosmos bipinnatus (kosmos),
- Prunus armeniaca (kajsija),
- Scrophularia nodosa (obični ustupnik),
- Sedum spectabile (debela koka),
- Hosta plantaginea (hosta)[3]

## Sinonimi
- Cimex smaragdulus Fabricius, 1775
- Cimex viridulus Linnaeus, 1758
- Nezara approximata Reiche & Fairmaire, 1848
- Nezara aurantiaca Costa, 1884

## Spoljašnje veze
- https://www.gbif.org/species/2078852
- http://www.pissrbija.com/RegionVS/Lists/Posts/Post.aspx?ID=146
- https://www.britishbugs.org.uk/heteroptera/Pentatomidae/nezara_viridula.html